# Dead and Gone
«Dead and Gone» es una canción de T.I. con la colaboración de Justin Timberlake. Fue lanzada como el cuarto y último sencillo del sexto álbum de estudio del rapero, Paper trail. La canción consiguió entrar en el Billboard Hot 100 antes de ser publicada como sencillo. 
«Dead and gone» fue interpretada en vivo en la LI edición de los Premios Grammy. Esta es la segunda colaboración de T.I. y Justin Timberlake, la primera fue en «My Love».

## Vídeo musical
T.I. confirmó que le video saldría y que estaría en él Justin Timberlake. El vídeo fue dirigido por Chris Robinson y fue filmado la primera semana de febrero en Los Ángeles, California. El video fue subido a Internet unas horas antes de su lanzamiento oficial en 17 de febrero. El final del video muestra a T.I. saliendo de un coche y entrando en prisión mientras las puertas se cierran tras él.

## Rendimiento en las listas musicales de sencillos
Antes de ser anunciada como sencillo, la canción debutó en el número 76 del Billboard Hot 100. Tras su lanzamiento como sencillo, en la primera semana de enero realizó una entrada del número 99 al 2, pero no pudo con el exitoso «Right round» que estuvo en el número uno durante cinco semanas consecutivas. La siguiente semana cayó hasta el número 4. Es el cuarto hit que llega al Top 5 de los Hot 100 del álbum Paper trail, y es el séptimo que coloca en su carrera.

## Listas musicales de sencillos
| América        |                   |    |
| Canadá         | Canadian Hot 100  | 3  |
| Estados Unidos | Billboard Hot 100 | 2  |
| Europa         |                   |    |
| Bélgica        | Top 50 Singles    | 28 |
| Dinamarca      | Top 40 Singles    | 11 |
| Irlanda        | Top 50 Singles    | 3  |
| Noruega        | Top 20 Singles    | 8  |
| Países Bajos   | Top 40 Singles    | 31 |
| Reino Unido    | Top 75 Singles    | 4  |
| Suecia         | Top 60 Singles    | 22 |
| Suiza          | Top 100 Singles   | 24 |
| Oceanía        |                   |    |
| Australia      | Top 50 Singles    | 4  |
| Nueva Zelanda  | Top 40 Singles    | 2  |

| Europa                   |    |
| European Hot 100 Singles | 14 |